# Гайський потік (притока Турця)
Гайський потік (словац. Hájsky potok) — річка; ліва притока Турця, протікає в округах Турчянські Теплиці і Превідза.
Довжина приблизно 12.0-12.5 км. Витік знаходиться в масиві Ж'яр (Дівяцькі пагорби) — на висоті приблизно 760-765 метрів.
Протікає територією сіл Дубове; Хреновец-Брусно; Склене і міста Турчянські Теплиці. Впадає в Турець на висоті приблизно 490-495 метрів.